# 紅斑宦蝦
紅斑宦蝦（学名：Agononida rubrizonata）为鎧甲蝦科宦蝦属下的一个种。